# 기린이 온다
《기린이 온다》(일본어: 麒麟がくる 키린가쿠루[*])는 2020년 1월 19일부터 방송 중인 NHK의 59번째 대하드라마이다.

## 방송 시간
- NHK 종합 - 매주 일요일 8시 (총 47부작, 분량 시간 45분)
- NHK BS4K - 매주 일요일 9시 ~ 9시 45분
- NHK BS프리미엄 - 매주 일요일 6시 ~ 6시 45분

## 등장인물
아케치 미츠히데 - 하세가와 히로키

코마 - 카도와키 무기

키쿠마루 - 오카무라 타카시

마키 - 이시카와 사유리

아케치 미츠야스 - 니시무라 마사히코

오다 노부히데 - 타카하시 카츠노리

히라테 마사히데 - 우에스기 쇼조

도키 요리노리 - 오미 토시노리

사이토 요시타츠 / 타카마사 - 이토 히데아키

키초 / 노히메 - 사와지리 에리카 → 카와구치 하루나

오다 노부나가 - 소메타니 쇼타

모치즈키 토안 - 사카이 마사아키

사이토 도산 / 토시마사 - 모토키 마사히로

히로코 - 키무라 후미노

미요시노 - 미나미 카호

이나바 요시미치 / 잇테츠 - 무라타 타케히코

후지타 덴고 - 토쿠시게 사토시

이마가와 요시모토 - 카타오카 아이노스케

다이겐 셋사이 - 이부키 고로

도다고젠 - 단 레이

도키치로 - 사사키 쿠라노스케

다케치요 - 카자마 슌스케 (어린 - 이와타 류세이)

아시카가 요시테루 - 무카이 오사무

아시카가 요시아키 - 타키토 켄이치

미츠부치 후지히데 - 타니하라 쇼스케

호소카와 후지타카 / 유사이 - 마지나 히데카즈

마츠나가 히사히데 - 요시다 코타로
이로하다유 - 오노 마치코

## 시청률
최저 시청률과 최고 시청률은 시청률 조사회사와 지역별로 시청률에 차이가 있을 수 있습니다.
| 방송회차 | 방송일    | 서브타이틀                                  | 각본                          | 연출            | 시청률 |
| -------- | --------- | ------------------------------------------- | ----------------------------- | --------------- | ------ |
| 제01회   | 01월 19일 | 미츠히데, 서쪽으로(光秀、西へ)              | 이케하타 슌사쿠               | 오하라 타쿠     | 19.1%  |
| 제02회   | 01월 26일 | 도산의 함정(道三の罠)                       | 이케하타 슌사쿠               | 오하라 타쿠     | 17.9%  |
| 제03회   | 02월 02일 | 미노의 나라(美濃の国)                       | 이케하타 슌사쿠               | 오하라 타쿠     | 16.1%  |
| 제04회   | 02월 09일 | 오와리 침투 지령(尾張潜入指令)              | 이케하타 슌사쿠               | 후지나미 히데키 | 13.5%  |
| 제05회   | 02월 16일 | 이헤이지를 찾아라(伊平次を探せ)             | 이케하타 슌사쿠               | 후지나미 히데키 | 13.2%  |
| 제06회   | 02월 23일 | 미요시 나가요시 습격 계획(三好長慶襲撃計画) | 이케하타 슌사쿠               | 오하라 타쿠     | 13.8%  |
| 제07회   | 03월 01일 | 키초의 소원(帰蝶の願い)                     | 이케하타 슌사쿠               | 잇시키 타카시   | 15.0%  |
| 제08회   | 03월 08일 | 동맹의 행방(同盟のゆくえ)                   | 이케하타 슌사쿠               | 오하라 타쿠     | 13.7%  |
| 제09회   | 3월 15일  | 노부나가의 실패(信長の失敗)                 | 이와모토 마야                 | 사사키 요시하루 | 15.0%  |
| 제10회   | 03월 22일 | 외톨이 젊은 군주(ひとりぼっちの若君)        | 이케하타 슌사쿠               | 잇시키 타카시   | 16.5%  |
| 제11회   | 03월 29일 | 장군의 눈물(将軍の涙)                       | 이케하타 슌사쿠               | 오하라 타쿠     | 14.3%  |
| 제12회   | 04월 05일 | 주베에의 며느리(十兵衛の嫁)                 | 이케하타 슌사쿠               | 사사키 요시하루 | 14.6%  |
| 제13회   | 4월 12일  | 키초의 모략(帰蝶のはかりごと)               | 이케하타 슌사쿠               | 미야마 타카시   | 15.7%  |
| 제14회   | 4월 19일  | 쇼토쿠지의 회견(聖徳寺の会見)               | 이케하타 슌사쿠               | 오하라 타쿠     | 15.4%  |
| 제15회   | 4월 26일  | 도산, 아비 실격(道三、わが父に非ず)         | 이케하타 슌사쿠               | 잇시키 타카시   | 14.9%  |
| 제16회   | 05월 03일 | 큰 나라(大きな国)                           | 이케하타 슌사쿠               | 잇시키 타카시   | 16.2%  |
| 제17회   | 5월 10일  | 나가라가와의 대결(長良川の対決)             | 이와 모토 마야이케하타 슌사쿠 | 오하라 타쿠     | 14.9%  |
| 제18회   | 5월 17일  | 에치젠으로(越前へ)                          | 이와모토 마야                 | 사사키 요시하루 | 15.1%  |
| 제19회   | 05월 24일 | 노부나가를 암살하라(信長を暗殺せよ)         | 마에하라 요이치               | 미야마 타카시   | 15.7%  |
| 제20회   | 05월 31일 | 이에야스에게 보내는 글(家康への文)          | 이케하타 슌사쿠               | 잇시키 타카시   | 15.3%  |
| 제21회   | 06월 08일 | 결전! 오케하자마(決戦！桶狭間)              | 이케하타 슌사쿠               | 잇시키 타카시   | 16.3%  |
| 제22회   | 08월 30일 | 교토에서 온 사자(京よりの使者)              | 마에카와 요이치               | 오하라 타쿠     | 14.6%  |
| 제23회   | 09월 13일 | 요시테루, 늦은 여름에(義輝、夏の終わりに)   | 이케하타 슌사쿠               | 사사키 요시하루 | 13.4%  |
| 제24회   | 09월 20일 | 장군의 그릇(将軍の器)                       | 코모토 미즈키이케하타 슌사쿠  | 사사키 요시하루 | 13.1%  |
| 제25회   | 09월 27일 | 날개를 옮기는 개미(羽運ぶ蟻)                | 마에카와 요이치               | 후카가와 타카시 | 12.9%  |
| 제26회   | 10월 04일 | 미부치의 간계(三淵の奸計)                   | 이케하타 슌사쿠               | 후카가와 타카시 | 13.0%  |
| 제27회   | 10월 11일 | 무네히사의 약속(宗久の約束)                 | 이케하타 슌사쿠               | 잇시키 타카시   | 13.0%  |
| 제28회   | 10월 18일 | 새로운 막부(新しき幕府)                     | 이케하타 슌사쿠               | 오하라 타쿠     | 12.5%  |
| 제29회   | 10월 25일 | 셋츠 하레카도의 계략(摂津晴門の計略)        | 이케하타 슌사쿠               | 오하라 타쿠     | 13.2%  |
| 제30회   | 11월 01일 | 아사쿠라 요시카게를 쳐라(朝倉義景を討て)    | 이케하타 슌사쿠               | 사사키 요시하루 | 11.9%  |
| 제31회   | 11월 08일 | 도망가라 노부나가여(逃げよ信長)             | 코모토 미즈키                 | 잇시키 타카시   | 13.8%  |
| 제32회   | 11월 15일 | 반격의 이백정(反撃の二百挺)                 | 이케하타 슌사쿠               | 후카가와 타카시 | 13.3%  |
| 제33회   | 11월 22일 | 히에이잔에 사는 마물(比叡山に棲む魔物)      | 이케하타 슌사쿠               | 잇시키 타카시   | 13.1%  |
| 제34회   | 11월 29일 | 방화의 대가(焼討ちの代償)                   | 이케하타 슌사쿠               | 사사키 요시하루 | 13.6%  |
| 제35회   | 12월 06일 | 요시아키, 망설임 속에서(義昭、まよいの中で) | 이케하타 슌사쿠               | 오하라 타쿠     | 12.7%  |
| 제36회   | 12월 13일 | 결별(訣別)                                  | 이케하타 슌사쿠               | 잇시키 타카시   | 12.3%  |
| 제37회   | 12월 20일 | 노부나가와 란자타이(信長公と蘭奢待)         | 코모토 미즈키                 | 후카가와 타카시 | 12.2%  |
| 제38회   | 12월 27일 | 단바 공략 명령(丹波攻略命令)                |                               |                 |        |

## 같이 보기
- 센고쿠 시대